# Oxira basistriga
Oxira basistriga là một loài bướm đêm trong họ Noctuidae.